# 小行星6246
小行星6246（英語：6246 Komurotoru）是一颗围绕太阳公转的小行星。1990年11月13日，T. Fujii、渡邊和郎在北见发现了此天体。
这颗小行星的绝对星等为42.77997等。